# Condecoraciones de Uruguay
Las condecoraciones otorgadas por Uruguay son las condecoraciones de carácter civil y militar concedidas por las autoridades de Uruguay con el propósito de recompensar acciones o servicios considerados meritorios.

## Generalidades
La Constitución de la República Oriental del Uruguay establece en su artículo 85 numeral 13° que es competencia de la Asamblea General «decretar honores públicos a los grandes servicios».
Para miembros del Ejército Nacional, en materia del uso de condecoraciones rige el Reglamento de Uniformes del Ejército. Para las condecoraciones y distintivos concedidas por gobiernos o instituciones extranjeros o por organismos internacionales al personal superior o subalterno, para poder utilizarlas en el uniforme deben pedir autorización al Poder Ejecutivo por medio del conducto de mando, salvo que fuera recibida por intermedio de las autoridades nacionales o con su conocimiento o con motivo de una misión oficial autorizada por el Poder Ejecutivo.
Una vez autorizada, su uso pasará a ser obligatorio, y el personal superior o subalterno la usará en el uniforme de gala y en todos los otros uniformes, para actos, paradas y desfiles militares. Se usa la barra correspondiente a la condecoración en los uniformes social y de paseo, pero si la condecoración no tiene barra o distintivo, no se usará la condecoración en el uniforme social o de paseo, excepto si el condecorado se encuentra en el país en donde se le premió esa condecoración o en ceremonias organizadas por ese país.
En el caso de las condecoraciones nacionales, se usa la condecoración en el uniforme de gala. En el uniforme social y de paseo, se usa la barra correspondiente a la condecoración. Su uso será obligatorio, aunque no debe solicitarse autorización, solo comunicar su uso a través del conducto de mando.
Existen normas de derecho penal aplicables a funcionarios militares que protegen bienes jurídicos relacionados con diplomas y condecoraciones militares en el Código Penal Militar. El militar que devolviere los diplomas o condecoraciones militares, en términos o con propósitos ofensivos, comete un delito de ataque a la fuerza moral (artículo 58, numeral 6°) de la fuerza armada a la que pertenezca, con una pena de 16 meses de prisión a seis años de penitenciaría. También cometen este delito militar los funcionarios militares que invocaran indebidamente un distintivo, insignia o condecoración que no se poseyera (artículo 58, numeral 22°), aunque en este caso con una pena de seis meses de prisión a tres años de penitenciaría.

## Condecoraciones civiles

### Medalla de la República Oriental del Uruguay

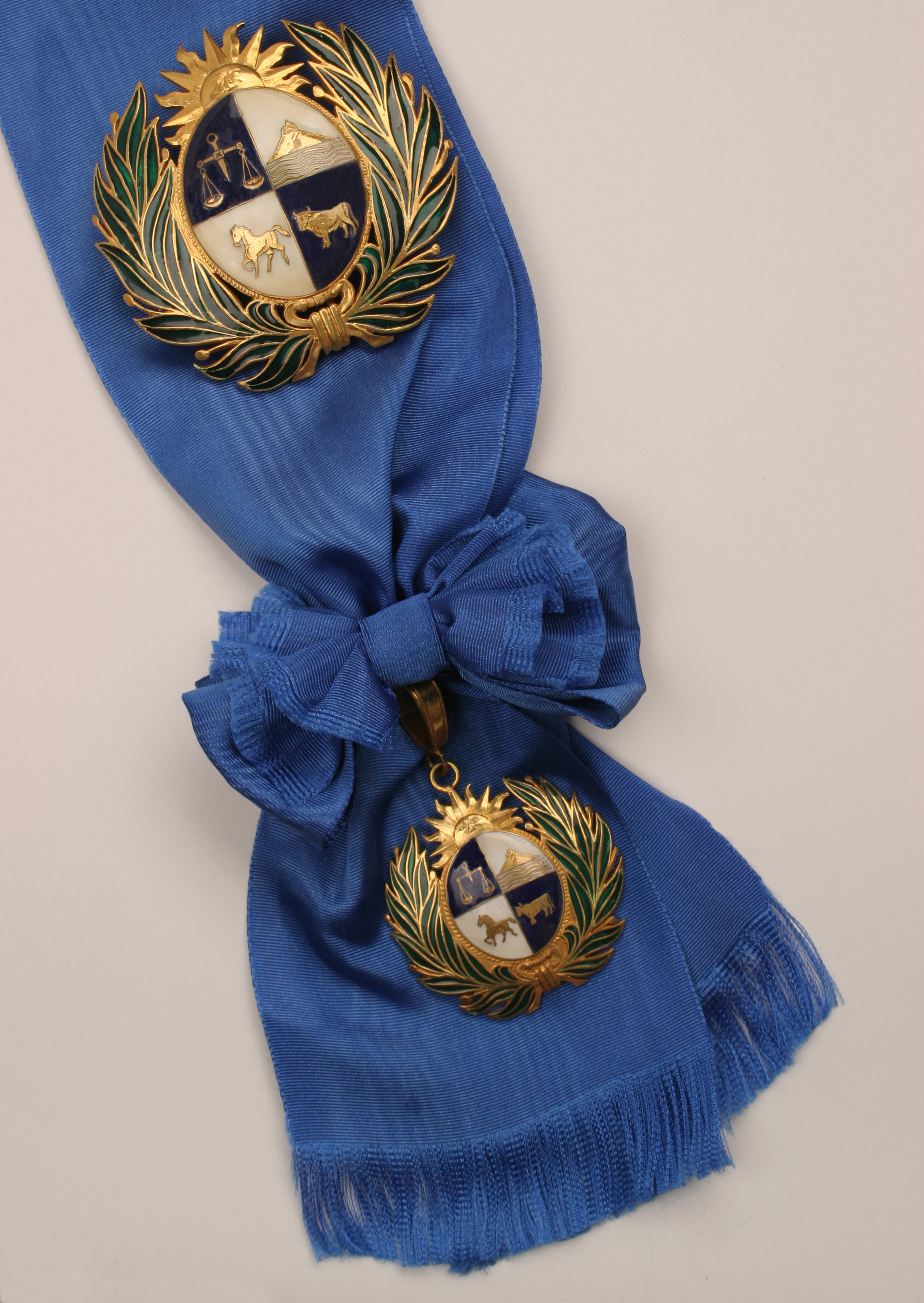
Medalla de la República Oriental del Uruguay.

La Medalla de la República Oriental del Uruguay es una distinción de Uruguay creada en 1992, otorgada por el presidente de la República a iniciativa del Ministerio de Relaciones Exteriores, a personalidades extranjeras en razón del principio de reciprocidad protocolar de estilo en la comunidad internacional. Previo a proceder a la entrega debe dar cuenta a la Asamblea General.
Esta condecoración está integrada por la medalla y el diploma, y se concede en cinco grados o categorías, entre ellas: «Gran Cordón», «Gran Oficial», «Oficial»  y «Comendador».

### Medalla Delmira Agustini
La Medalla Delmira Agustini es una medalla de Uruguay creada en 2013 para distinguir honoríficamente a aquellos ciudadanos, naturales o legales, y personalidades extranjeras que, a criterio del Ministerio de Educación y Cultura, contribuyan o hayan contribuido de modo excepcional con la cultura y las diversas artes de forma que merezcan tal reconocimiento. El nombre de la medalla hace referencia a la escritora Delmira Agustini. La otorga el Ministerio de Educación y Cultura en acto informal, público o privado.

### Orden al Mérito Deportivo
La Orden al Mérito Deportivo es una distinción creada en 1997 cuyo propósito es distinguir a aquellas personalidades que con su trayectoria o méritos relevantes a nivel nacional o internacional en el área deportiva, beneficien al país en la actividad deportiva. También puede distinguir a aquellas personas que por su intervención en convenios, actos, tratados y organizaciones internacionales favorezcan al país en materia deportiva. La Orden al Mérito Deportivo es otorgada por el presidente de la República actuando en acuerdo con el ministro de Educación y Cultura (o cuando existió, el Ministerio de Deporte y Juventud) y, en su caso, también en conjunto con el ministro de Relaciones Exteriores, a propuesta de la Comisión Nacional de Educación Física.
Recibieron esta distinción el presidente del Consejo Superior de Deportes de España (1993-1996) Rafael Cortés Elvira, el administrador general de Deportes de la República Popular China (1988-2000) Wo Shaozu, el presidente del Consejo Superior de Deportes de España (1996-1998) Pedro Antonio Martín Marín, el secretario de Deportes de la Nación Argentina (1996-1999) Hugo Porta, el piloto de rally Gustavo Trelles, el director general de Deportes de Chile Julio Riutort, y el ciclista Milton Wynants (medalla de plata en los Juegos Olímpicos de Sídney 2000). Luego de dos décadas sin entregarse, la recibió la selección de fútbol sub-20 de Uruguay luego de obtener la Copa Mundial de Fútbol Sub-20 de 2023.

### Condecoraciones civiles suprimidas

#### Orden de la República Oriental del Uruguay

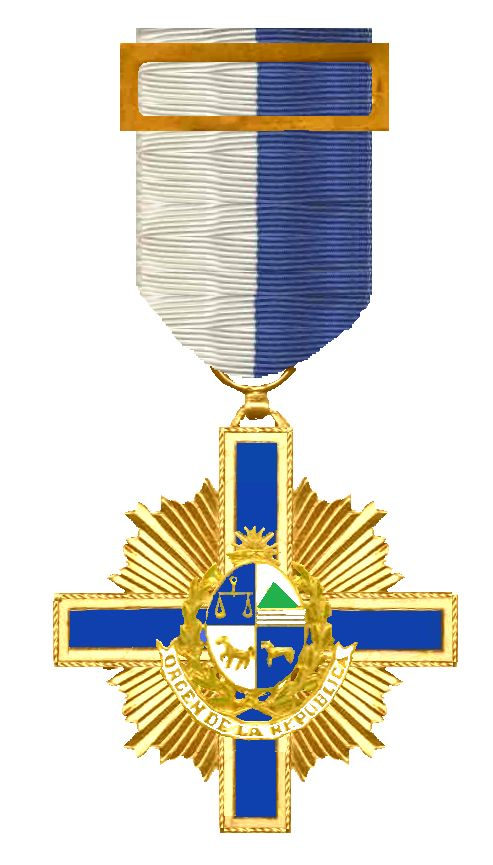
Orden de la República Oriental del Uruguay.

La Orden de la República Oriental del Uruguay fue una condecoración de Uruguay creada en 1984 por el gobierno de facto de la dictadura cívico militar de 1973-1985 para otorgar a personalidades extranjeras por actos meritorios extraordinarios prestados al país o con motivo de reciprocidad. Fue eliminada aproximadamente a un año de su creación tras la derogación de la norma que la creó por la Ley N° 15738.
La organización de la Orden estaba presidida por el presidente de la misma, quien era quien ocupaba el puesto de Presidente de la República. Además se preveía un órgano colectivo, el Consejo Honorario, de hasta siete miembros, integrado por el presidente, el Canciller (el ministro de Relaciones Exteriores), un ciudadano representante del Poder Ejecutivo, otro del Poder Legislativo y un tercero por la Suprema Corte de Justicia, un exembajador de Uruguay y si se condecoraba a un miembro de las Fuerzas Armadas, un militar de la Fuerza correspondiente.
La iniciativa para otorgar la condecoración la tenía el Presidente de la Orden o el Consejo Honorario, concediéndose en alguno de los siguientes grados: «Collar», «Gran Cruz», «Banda» (solo para mujeres), «Comendador», «Oficial» y «Caballero».

#### Condecoración Protector de los Pueblos Libres General José Artigas
La Condecoración «Protector de los Pueblos Libres General José Artigas» fue una condecoración civil creada en 1975 durante la Dictadura cívico-militar de 1973-1985 en Uruguay, otorgada por las autoridades de facto de la época a quienes hubieran contribuido con actos o servicios extraordinarios prestados en beneficio del país. Fue eliminada el 13 de marzo de 1985 con la restauración democrática, tras la derogación de las normas que la estatuyeron por la Ley N° 15738.
Los beneficiarios eran personas merecedoras del reconocimiento público por sus talentos o virtudes excepcionales, que se hubiesen traducido en actos o servicios extraordinarios prestados en beneficio de Uruguay. Asimismo, se otorgaba a los Jefes de Estado extranjeros que la merecieran, a criterio de quien detentaba el cargo de Presidente de la República. Posteriormente también a instituciones o símbolos patrios, nacionales o extranjeros.
Era conferida por el presidente de la República actuando en acuerdo con el ministro o ministros competentes a su iniciativa, tras el dictamen del Consejo Honorario Asesor. El dictamen no era necesario en caso de otorgamiento a gobernantes extranjeros.

## Condecoraciones militares

### Medalla al Mérito Militar

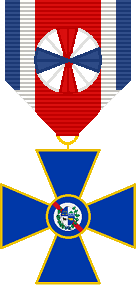
Medalla al Mérito Militar.

La Medalla al Mérito Militar es la condecoración de máxima jerarquía en el sistema de condecoraciones militares vinculadas al Ejército Nacional, que reconoce a civiles y militares, sean nacionales o extranjeros, así como a unidades militares, por sus servicios de relevancia o contribuciones distinguidos al Ejército Nacional, o en el caso de las unidades militares, por su desempeño excepcional en combate.
La concede el Presidente de Uruguay actuando en acuerdo con el ministro de Defensa Nacional, a propuesta del Comandante en jefe del Ejército.
Se divide en tres clases o grados: I) Oficiales generales y civiles similares, II) Oficiales superiores y civiles similares, y III) Jefes y oficiales y civiles similares.

### Medalla 18 de mayo de 1811

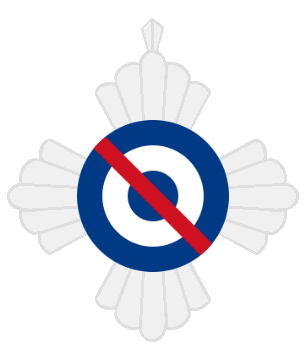
Medalla 18 de mayo de 1811.

La Medalla 18 de mayo de 1811 es una condecoración militar de Uruguay, segunda en jerarquía tras la Medalla al Mérito Militar, otorgada por el Comandante en Jefe del Ejército a civiles o militares, nacionales o extranjeros, por servicios meritorios al Ejército Nacional de Uruguay. Esta medalla se creó en 1997 como la segunda medalla en jerarquía después de la Medalla al Mérito Militar.
La medalla se otorga en tres grados: I) Oficiales Generales y similares civiles, II) Oficiales Superiores y similares civiles, y III) Jefes, Oficiales, personal subalterno y similares civiles.

### Medalla al Valor Militar

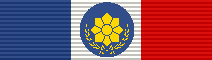
Barra de la Medalla al Valor Militar, primera clase.

La Medalla al Valor Militar, creada en el año 2007 y tercera en jerarquía, se otorga al personal militar que hubiera protagonizado hechos o acciones de características sobresalientes durante el cumplimiento del servicio. Con esta distinción se busca reconocer estos hechos o actos durante el cumplimiento de las obligaciones del servicio que enaltecen la imagen y prestigio de la Fuerza, además de constituir actos de valor o heroísmo, sirviendo de ejemplo para todos los integrantes del Ejército.
La medalla la otorga el Comandante en jefe del Ejército a partir de la propuesta de una Comisión Asesora, y se concede en dos grados: I) Primer Grado «Heroísmo» y II) Segundo Grado «Destacado Valor».

### Medalla al Mérito Aeronáutico

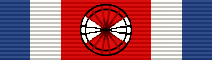
Barra de la Medalla al Mérito Aeronáutico, primera clase.

La Medalla al Mérito Aeronáutico es una condecoración militar de Uruguay instituida mediante el Decreto del Poder Ejecutivo N° 770/976 del 24 de noviembre de 1976, con el fin de premiar a militares o civiles, nacionales o extranjeros, por servicios destacados relacionados con la aviación nacional o por su valor y cualidades en relación con la aviación.
Hace entrega de la misma el Presidente de la República en acuerdo con el ministro de Defensa Nacional, a partir de la propuesta realizada por el Comandante en jefe de la Fuerza Aérea, pudiéndose conceder en uno de los tres grados: «Gran Oficial», «Oficial» o «Caballero».

### Condecoración Honor al Mérito Naval Comandante Pedro Campbell

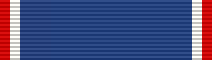
Barra de la Condecoración Honor al Mérito Naval Comandante Pedro Campbell, segunda clase.

La Condecoración Honor al Mérito Naval Comandante Pedro Campbell es una distinción militar uruguaya creada en 1993 y otorgada a militares y civiles, nacionales o extranjeros, o también a unidades militares, instituciones públicas o privadas, nacionales o extranjeras, por la realización de servicios destacados u obras personales relevantes prestados a la Armada Nacional, que los haga dignos de este reconocimiento.

### Medalla 15 de noviembre de 1817
La Medalla 15 de noviembre de 1817 es una condecoración creada en 2000 y otorgada por el Comandante en jefe de la Armada, a militares y civiles, sean nacionales o extranjeros, unidades militares, o a instituciones públicas o privadas, nacionales o extranjeras, cuyos méritos en la Armada o colaboración con esta Fuerza, los haga dignos del reconocomiento con distinción por parte del Comando General de la Armada.

### Distinción General José Artigas - Jefe de los Orientales
La Distinción "General José Artigas - Jefe de los Orientales" es una distinción creada en el 2013 que otorga el Estado Mayor de la Defensa (Ministerio de Defensa Nacional) a militares o civiles, sean nacionales o extranjeros, que hayan prestado o presten servicios relevantes al país en el ámbito militar al Ministerio de Defensa, al Estado Mayor de la Defensa o a las Fuerzas Armadas en su conjunto. 
Esta se divide en dos categorías: «Gran Medalla» para el personal superior en caso de militares, para autoridades nacionales y extranjeras en caso de civiles, y para unidades militares o instituciones públicas o privadas, sean nacionales o extranjeras; y «Medalla» para personal superior y subalterno en el caso de militares, autoridades nacionales o extranjeras y personas destacadas en el ámbito científico, cultural, artístico y comercial, en el caso de civiles, y para unidades militares e instituciones públicas o privadas, del país o del exterior.
Hasta ahora esta condecoración se ha otorgado solamente al Jefe de Estado Mayor Conjunto de las Fuerzas Armadas de Argentina, teniente general Bari del Valle Sosa en el grado de Medalla (2013).

### Condecoraciones militares históricas

#### Medalla por la Batalla de Tacuarembó
La Medalla por la Batalla de Tacuarembó es una condecoración del Ejército Nacional, creada por decreto del 26 de julio de 1836 y concedida por el Gobierno de Manuel Oribe ante la victoria sobre las fuerzas insurgentes de Fructuoso Rivera.

#### Escudo de San Antonio
El Escudo de San Antonio fue una condecoración militar de Uruguay otorgada en 1846 por el Gobierno de la Defensa a los miembros de la Legión Italiana comandada por Giuseppe Garibaldi tras su resistencia victoriosa en condiciones numéricas inferiores en la Batalla de San Antonio contra las fuerzas partidarias de Oribe bajo el mando del general Servando Gómez.
El homenaje y entrega de honores se realizó a mediados de marzo en Montevideo, para el que todas las tropas de la guarnición se ubicaron a lo largo de la Avenida 18 de Julio, y las tropas de la legión italiana ubicada en la Plaza de la Constitución para recibir la bandera y una copia del decreto. Finalizada la ceremonia, el ejército desfiló ante los condecorados.

#### Medalla de honor por la victoria de Caseros

Medalla de honor a los vencedores de Monte Caseros, primera clase.

La Medalla de honor a los vencedores de los Campos de Caseros fue una condecoración militar que entregó el gobierno uruguayo en 1852 a los miembros de la División Oriental que participó en la Batalla de Caseros y posteriormente en 1853 a todos los ciudadanos que combatieron en esa acción militar, como homenaje a los participantes y en conmemoración de la victoria oriental junto con las fuerzas del Imperio del Brasil y del General Justo José de Urquiza frente a las fuerzas de Juan Manuel de Rosas.

#### Medalla a los Vencedores de Yatay

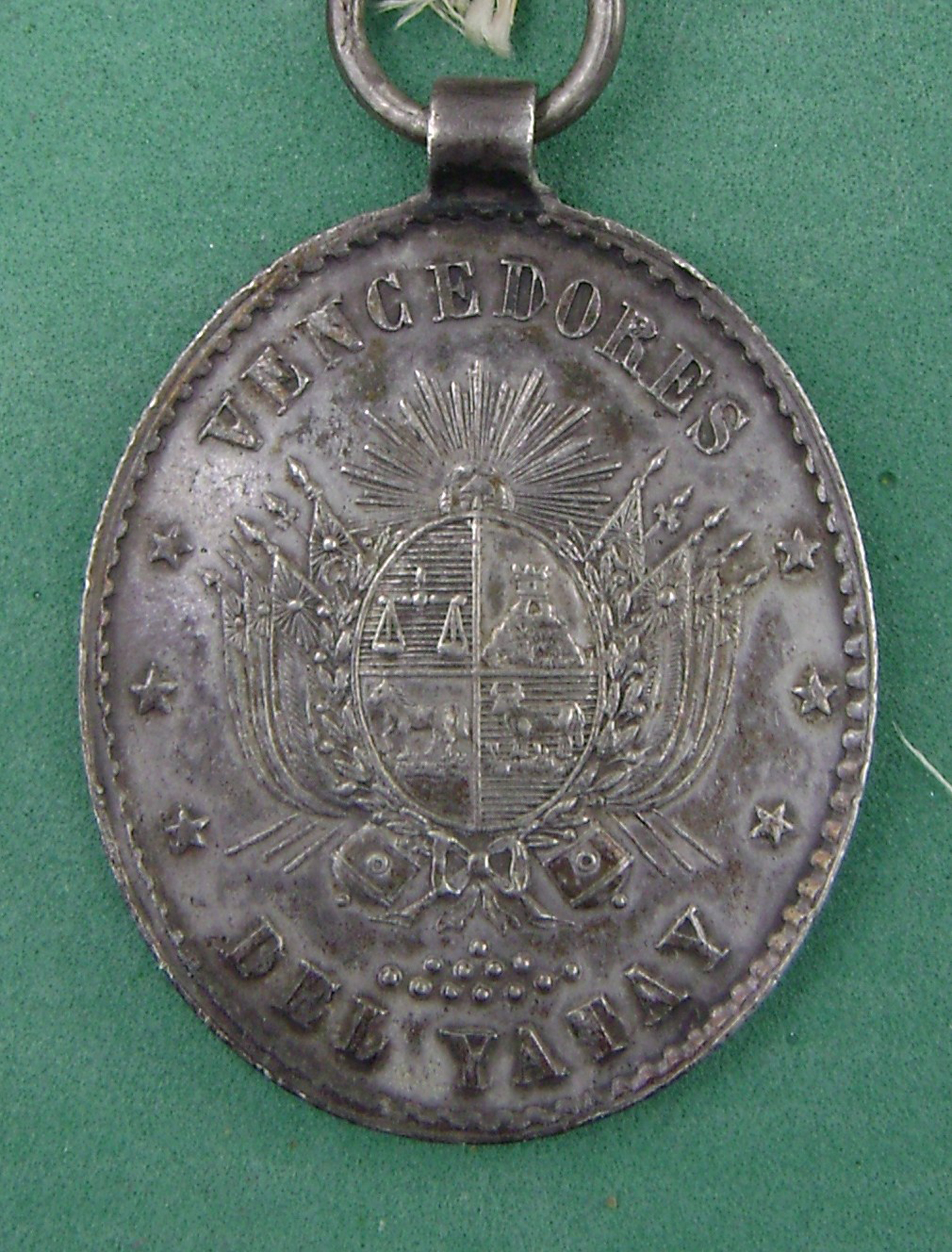
Imagen de la Medalla de Yatay, segunda clase.

La Medalla a los Vencedores de Yatay, o Medalla de Yatay, es una condecoración creada el 30 de setiembre de 1865 para conmemorar el combate en el que intervinieron las fuerzas uruguayas de Venancio Flores contra las paraguayas de Pedro Duarte y el que ocurrió en Corrientes el 17 de agosto de 1865.

#### Medalla conmemorativa de la Campaña de Paraguay
La Medalla conmemorativa de la Campaña de Paraguay fue creada por protocolo entre los gobiernos de Argentina y Brasil el 17 de mayo de 1888, al que Uruguay adhiere mediante Ley N° 2127 del 20 de diciembre de 1890. Condecoró a los miembros del Ejército y de la Armada que sirvieron durante la Guerra del Paraguay.

### Condecoraciones militares suprimidas

#### Orden Militar al Mérito Tenientes de Artigas

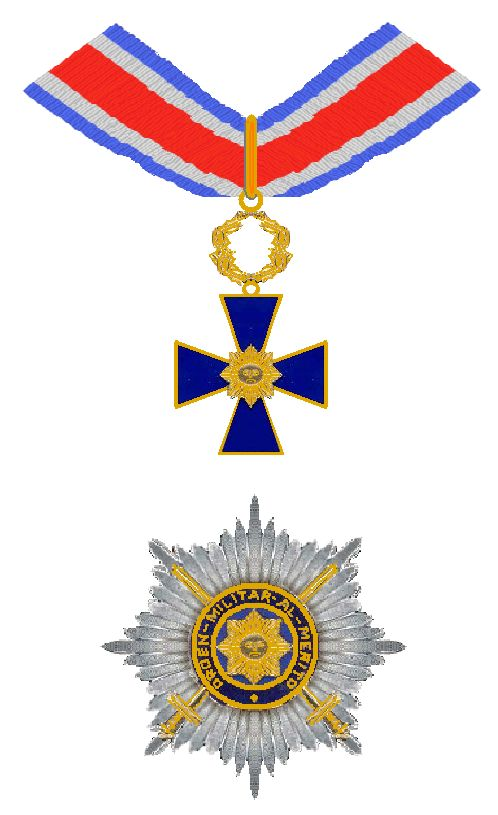
Orden Militar al Mérito Tenientes de Artigas.

La Orden Militar al Mérito Tenientes de Artigas fue una orden y condecoración militar de Uruguay creada por el gobierno de facto de la dictadura cívico-militar, que distinguía a civiles y militares —nacionales o extranjeros— por servicios distinguidos u obras personales relevantes merecedores de reconocimiento por el Ejército. Al principio compartida por el Ejército Nacional y la Fuerza Aérea, era la primera vez que se instituía en el país una «orden». Fue suprimida con la llegada de la democracia en marzo de 1985 por la Ley N° 15738.
Se componía de cinco grados: «Gran Cruz», «Gran Oficial», «Comendador», «Oficial» y «Caballero».

#### Orden Honor al Mérito Naval Comandante Pedro Campbell
La Orden Honor al Mérito Naval Comandante Pedro Campbell fue una condecoración militar de la Armada Nacional de Uruguay creada en 1980 por el gobierno de la dictadura cívico-militar de 1973-1985 para premiar a militares y civiles, nacionales o extranjeros, que hubiesen provisto o estuvieran realizando servicios relevantes a la Armada Nacional. También podía concederse a unidades militares o a instituciones públicas o privadas, nacionales o extranjeras, por actos relevantes merecedoras de reconocimiento por parte de la Armada Nacional. Se suprimió el 13 de marzo de 1985 luego del retorno de la democracia por la Ley de validez de los actos del gobierno de facto.
Consistía en dos rangos o categorías: Gran Medalla y Medalla. El Presidente de la República era el encargado de entregarla, a partir de la propuesta del Comandante en Jefe de la Armada.

## Precedencia
En las condecoraciones militares actuales existe un nivel jerárquico de precedencia para la colocación y presentación de las medallas para los miembros de la rama militar a la que pertenece la condecoración.
|    | Ejército Nacional          | Fuerza Aérea                  | Armada Nacional                     |
| -- | -------------------------- | ----------------------------- | ----------------------------------- |
| 1° | Medalla al Mérito Militar  | Medalla al Mérito Aeronáutico | Condecoración Honor al Mérito Naval |
| 2° | Medalla 18 de mayo de 1811 | —                             | Medalla 17 de noviembre de 1817     |
| 3° | Medalla al Valor Militar   | —                             | —                                   |